# Marina Rodnina
Marina V. Rodnina (ukrainisch Марина Володимирівна Родніна Maryna Wolodymyriwna Rodnina; * 19. November 1960 in Kiew, Ukrainische SSR) ist eine deutsche Biochemikerin ukrainischer Abstammung und Direktorin der Abteilung Physikalische Biochemie am Max-Planck-Institut für biophysikalische Chemie in Göttingen. Ihre Forschung befasst sich mit der Funktionsweise der Ribosomen, den Proteinfabriken der Zellen.

## Werdegang
Marina Rodnina studierte Biologie und promovierte 1989 an der Universität Kiew im Fach Molekularbiologie. Als Stipendiatin der Alexander von Humboldt-Stiftung kam sie 1990 an die Universität Witten-Herdecke, wo sie ab 1992 wissenschaftliche Mitarbeiterin war und sich 1997 habilitierte. Von 1998 bis 2008 war sie Professorin in Witten-Herdecke. Seit 2008 ist sie Direktorin am Max-Planck-Institut für biophysikalische Chemie. Seit 2004 ist sie Mitglied der European Molecular Biology Organization (EMBO), seit 2008 der Leopoldina, seit 2017 der Niedersächsischen Akademie der Wissenschaften zu Göttingen, seit 2020 der Academia Europaea und seit 2022 der National Academy of Sciences.

## Wirken
Rodnina gilt als Expertin für große Proteinkomplexe. Sie konnte neue Methoden zur Untersuchung der Funktionen von Ribosomen entwickeln und trug zur Aufklärung der Proteinbiosynthese bei. Gemeinsam mit Kollegen konnte sie zum ersten Mal eine Filmsequenz der Ribosomentätigkeit erstellen.

## Auszeichnungen
- 2015: Hans Neurath Award der Protein Society
- 2016: Gottfried-Wilhelm-Leibniz-Preis[6][7]
- 2019: Otto-Warburg-Medaille
- 2020: Albrecht-Kossel-Preis[8]